# Tsugiharu Ogiwara
Tsugiharu Ogiwara –en japonés, 荻原次晴, Ogiwara Tsugiharu– (Kusatsu, 20 de diciembre de 1969) es un deportista japonés que compitió en esquí en la modalidad de combinada nórdica. Su hermano gemelo Kenji también compitió en combinada nórdica.
Ganó una medalla de oro en el Campeonato Mundial de Esquí Nórdico de 1995, en la prueba por equipo. Participó en los Juegos Olímpicos de Nagano 1998, ocupando el quinto lugar en la misma prueba.

## Palmarés internacional
| Campeonato Mundial | Campeonato Mundial   | Campeonato Mundial | Campeonato Mundial       |
| Año                | Lugar                | Medalla            | Prueba                   |
| ------------------ | -------------------- | ------------------ | ------------------------ |
| 1995               | Thunder Bay (Canadá) | Medalla de oro     | TN + 4 × 5 km por equipo |